# Joseph Moosbrugger
Joseph Moosbrugger, auch Josef Moosbrugger und Joseph Mosbrugger, (* 10. März 1810 in Konstanz; † 13. Oktober 1869 ebenda) war ein deutscher Maler. Er stammte aus der für ihre Baumeister, Stuckateure und Maler berühmten Familie der Mosbrugger und widmete sich in seiner Malerei primär Landschaftsmotiven. Er war vor allem in Konstanz und München tätig.

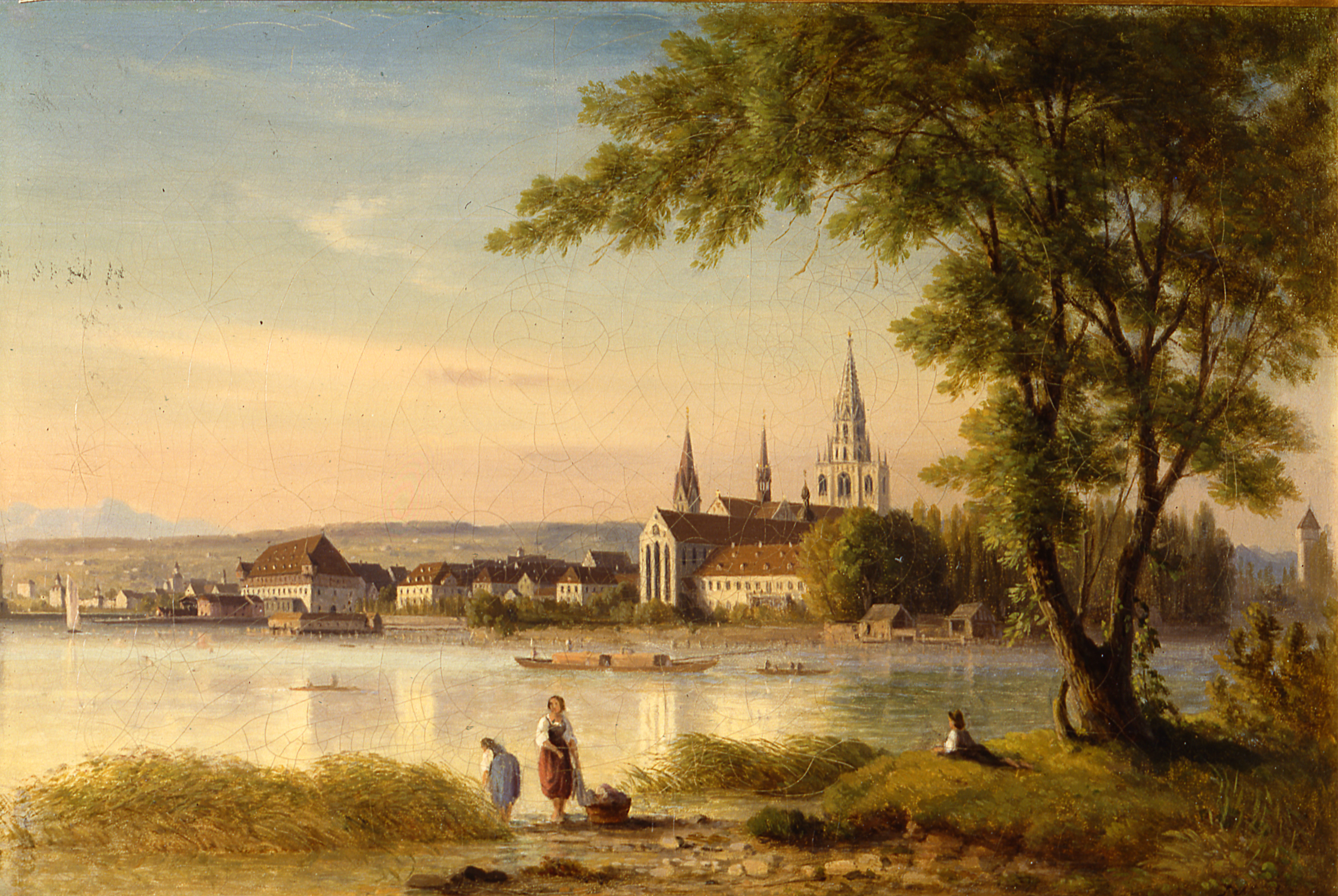
Joseph Moosbrugger: Konstanz; Öl auf Leinwand; Bildmaß: 30 × 46,5 cm; Städtische Wessenberg-Galerie Konstanz

## Leben
Joseph Mosbrugger kam als sechstes und letztes Kind des Malers Wendelin Mosbrugger (1760–1849) und seiner zweiten Ehefrau Anna Maria Hüetlin (1774–1829) zur Welt. Seine Geschwister waren Leopold Mosbrugger (1796–1864), Mathematiker, August Moosbrugger (1802–1858), Architekt, Lyzeum-Professor und Großherzoglicher Bauinspektor in Wertheim, und Friedrich Mosbrugger (1804–1830), Porträtmaler.
Die Familie der Mosbruggers, wie auch die mütterliche Familie Hüetlin, eine altkonstanzerische Patrizierfamilie, galten als einflussreich und tonangebend in der Konstanzer Gesellschaft. Bedeutende Personen des Stadtgeschehens verkehrten im Haus, unter anderem Ignaz Heinrich von Wessenberg, Graf Thurn-Valsassina, der Weih- und spätere Erzbischof Hermann von Vicari und die Malerin Marie Ellenrieder.

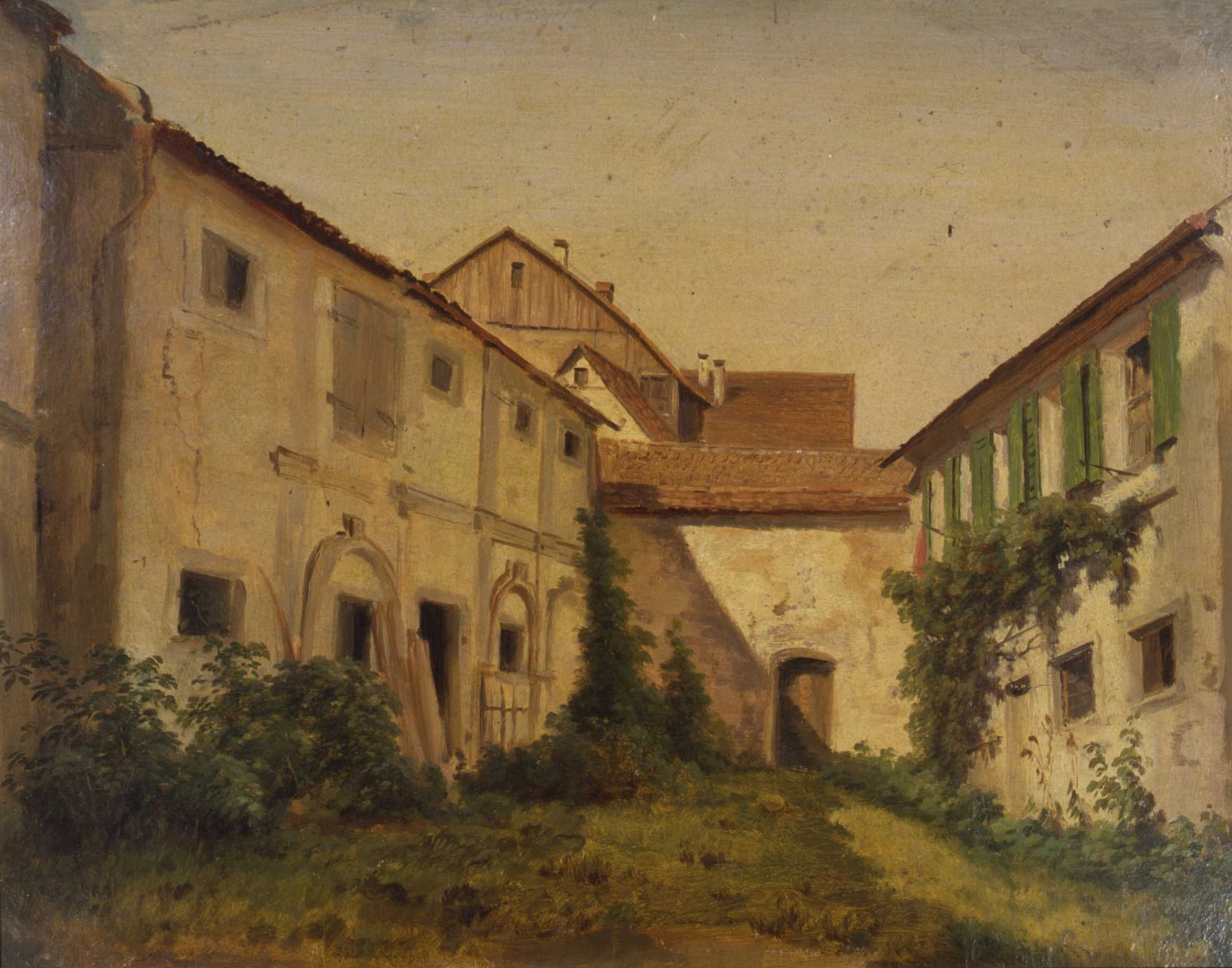
Joseph Moosbrugger: Ohne Titel (Hof des Konstanzer Wessenberghauses); Öl auf Papier auf Karton aufgezogen; Bildmaß: 38 × 47, 4 cm; Rosgartenmuseum Konstanz

Eine glückliche und sorglose Kindheit sowie die vielen Aufenthalte im Sommerhaus der Familie, dem sog. Sattlerhäusle (∗), trugen dazu bei, dass Mosbrugger ein ausgeprägtes Gefühl für die Natur entwickelte. Da er durch die Profession des Vaters und des älteren Bruders Friedrich schon früh mit der Malkunst in Kontakt gekommen war und selbst Talent in diesem Bereich zeigte, verbrachte er viel Zeit damit, Landschaftsskizzen zu fertigen. Er war ein schlechter Schüler, weshalb ein Studium nicht in Frage kam. Stattdessen konnte er gegenüber seiner Familie eine Ausbildung zum Maler durchsetzen. Erste Unterweisungen erhielt er in der Werkstatt seines Vaters. Im Selbststudium schuf er Skizzen der Umgebung von Konstanz. In der Absicht Porträtmaler zu werden, folgte er seinem Bruder Friedrich nach München.
Am 25. November 1829 trat Mosbrugger der Klasse für Malerei an der Kunstakademie in München bei, sein Fokus lag zunächst auf der Porträtmalerei. Seine Anfangszeit in München war von nur mäßigem Erfolg, da er sich mit dem verschulten Studium schwertat und es ihm an Fleiß und Ausdauer mangelte. Stattdessen pflegte er das gesellschaftliche Leben und verbrachte er viel Zeit mit Spaziergängen und Ausflügen. Bald wurde klar, dass die Porträtmalerei nicht Mosbruggers Neigungen entsprach. Unter dem Einfluss seines Freundes Eduard Schleich wandte er sich schließlich endgültig der Landschaftsmalerei zu und wechselte das Studienfach. Schleich fungierte auch als Verbindungsperson zu anderen Künstlern und ihrer Malerei. Insbesondere Vertreter der Münchner Landschaftsmalerei um Georg von Dillis, Heinrich Bürkel, Max Josef Wagenbauer und Wilhelm von Kobell prägten Mosbrugger und sein Werk.
Seine Vorliebe für die Landschaft lebte Mosbrugger bei Ausflügen aufs Land und ins Gebirge aus, er entdeckte bei regelmäßigen Besuchen in der Konstanzer Heimat auch den Bodensee als Sujet.

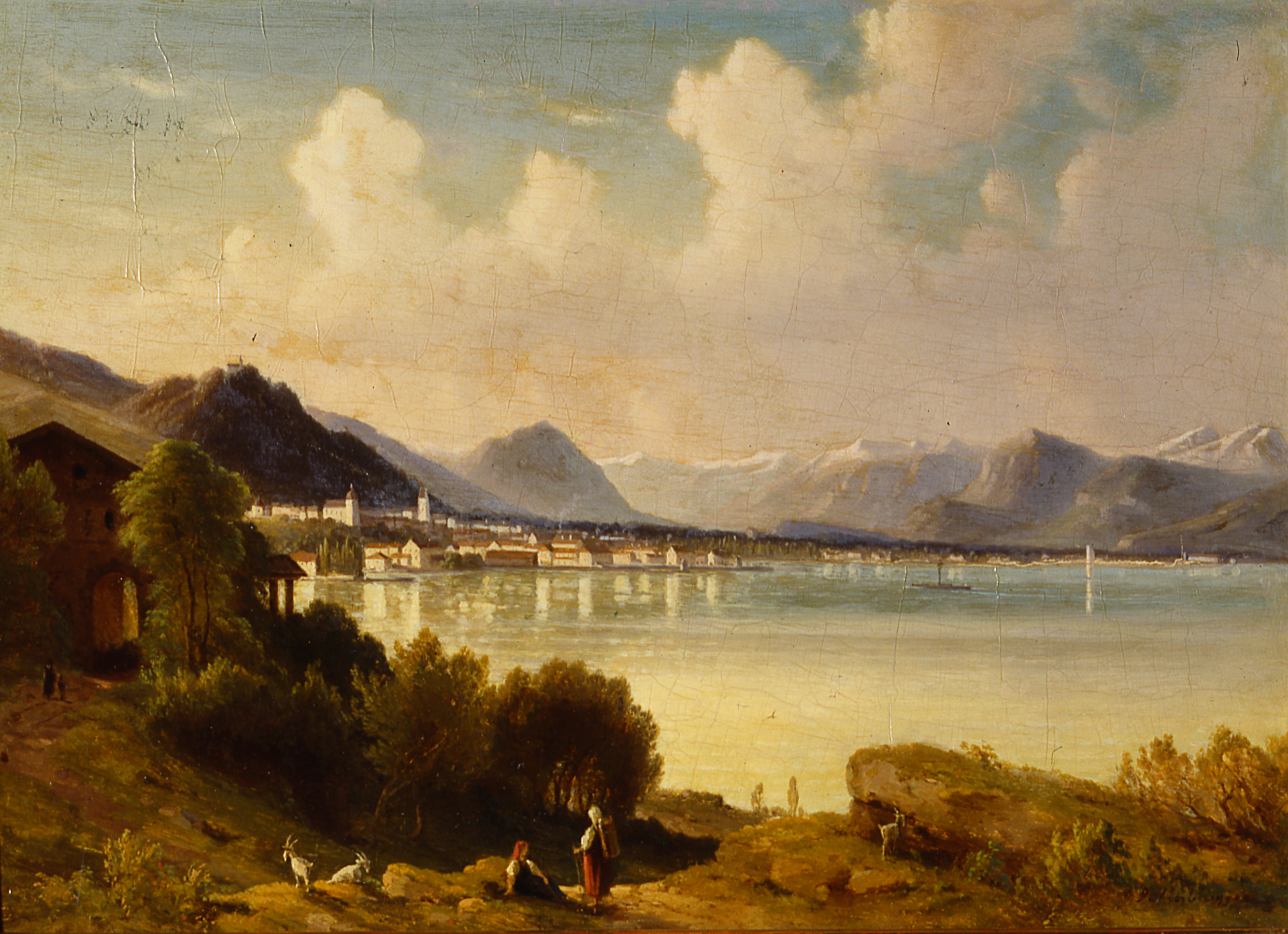
Joseph Mosbrugger: Landschaft bei Bregenz; Öl auf Holz; Bildmaß: 26 × 38 cm; Städtische Wessenberg-Galerie Konstanz

„Die Lieblichkeit und Anmuth [sic], der wohlige, anspruchslose Charakter unserer Seelandschaft entsprachen ganz seinem eigenen Wesen, auch seine sonnige Natur konnte es nicht einmal auf dem Bilde zu recht tiefen Schatten, zu herbem Ernst, zu finsterem Drohen bringen. Die Natur war ihm eine liebe, [sic] gutmütig lächelnde Freundin, er [sic] er ein ewig offenes und empfängliches Herz entgegentrug.“

Obwohl er mit dem Verkauf kleinerer Veduten etwas Geld verdiente, hatte er mit finanzieller Not zu kämpfen, was wohl einer der Gründe seiner häufigen Aufenthalte in Konstanz war und 1856 zu seiner endgültigen Rückkehr an den Bodensee beitrug.
Auch mit über 40 Jahren war er auf ein großherzogliches Stipendium angewiesen, wie seine erhaltene Korrespondenz mit dem Hof in Karlsruhe belegt. Dank dieser Quelle sind Details aus seinem Leben in den 1850er-Jahren bekannt, während es zu seiner Münchner Zeit wenig Informationen gibt. Unter anderem hatte er sich erhofft, an der Pariser Weltausstellung 1855 teilnehmen zu können und so auf Kaiser Napoleon III. zu treffen, um ihn für sich einzunehmen. Diese Hoffnung sollte sich jedoch nicht erfüllen. Von Friedrich I. von Baden erhielt er den Auftrag, das Karlsruher Schloss sowie die Städte Badens zu malen. Er schuf Ansichten von Konstanz, Freiburg, Heidelberg und Wertheim sowie Bilder von Meersburg und der Insel Mainau. In der großherzoglichen Familie fand er jedoch keine dauerhaften Unterstützer und weitere Aufträge blieben aus.
Hingegen kaufte Ignaz Heinrich Freiherr von Wessenberg über die Jahre ebenfalls Mosbrugger Werke an und erwies sich als zuverlässiger Förderer. Nach Wessenbergs Tod wurde Mosbrugger von der Stadt Konstanz zum Konservator der Wessenbergschen Gemäldesammlung bestimmt. 1863 erstellte er ein erstes Inventar und 1866 den ersten Katalog der Sammlung und betreute diese bis zu seinem Tod.
Im Frühjahr 1869 erkrankte Mosbrugger an einem Lungenleiden, wurde pflegebedürftig und musste ins Spital eingeliefert werden. Dort starb er im Oktober 1869.

## Werk und Stil

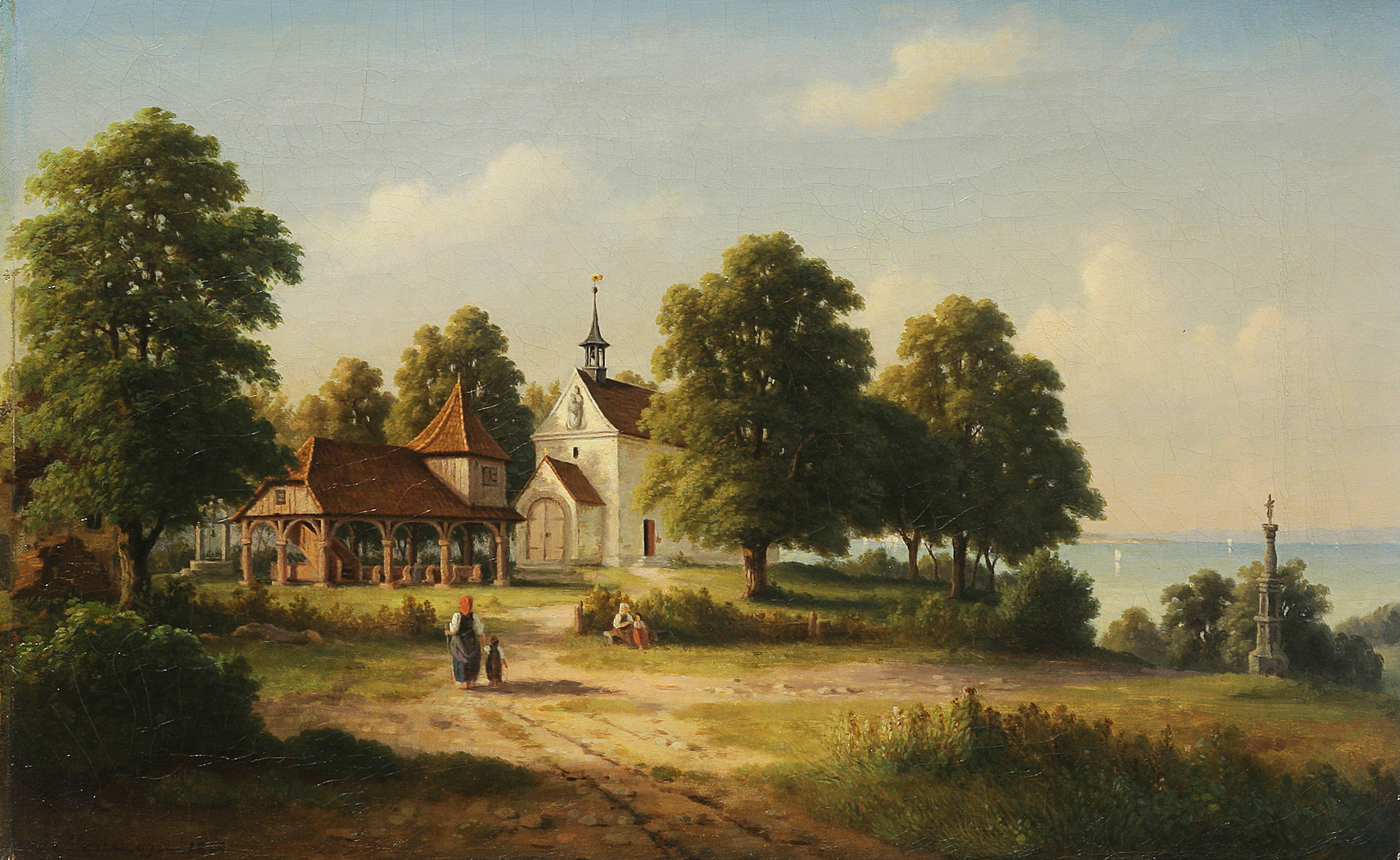
Lorettokapelle (1637) auf dem Staaderberg in Konstanz-Allmannsdorf; Öl auf Leinwand; Bildmaß: 39,3 × 63 cm; Städtische Wessenberg-Galerie Konstanz

Joseph Mosbruggers Werk konzentriert sich auf wenige, eng begrenzte Landschaftsthemen, die er vor allem in Oberbayern, der Schweiz, Baden und Württemberg fand. Da die meisten Bilder der Münchner Zeit verschollen sind, und der Standort weniger Schweiz-Landschaften bekannt ist, dominieren sein Œuvre jene Gemälde, die den Bodensee darstellen.
Besonders häufig hat Mosbrugger seine Heimatstadt gemalt, am liebsten von Nordwesten mit den Alpen als überhöhender Hintergrundkulisse. Daneben entstanden Ansichten von Schloß Meersburg, Kloster Kreuzlingen, der Insel Mainau, der Reichenau, Feldkirch, dem „Hexenhäuschen“ bei Bregenz sowie den „Heidenhöhlen“ bei Überlingen. Aber auch schwer zu lokalisierende Partien am See und Ölskizzen aus Konstanz sind erhalten.
Mosbruggers Kompositionen liegen wiederkehrende Aufbauschemata zugrunde: Viele Gemälde werden am Bildrand von Bäumen gerahmt. Sie markieren den Fixpunkt, von dem aus sich die Tiefe der Landschaft erschließt. Andere Bilder rücken die Uferzone des Sees ins Zentrum; dabei geht der Maler meist von einer oval angelegten Bucht aus, die sich an einer Seite zum See öffnet. Eine dritte Bildgruppe bieten von erhöhtem Standort den Blick auf markante Bauwerke oder das weite Land.
Auffallend ist die idealisierte, dabei oftmals auch formelhaft erstarrte Sicht auf die Landschaft. Menschen erscheinen allenfalls als Staffagefiguren. Beliebte Motive malte der Künstler mehrfach. Während die in glatter Öllasurtechnik ausgeführten Gemälde zwar von topographischer Genauigkeit sind, fallen die in den letzten Lebensjahren des Künstlers entstandenen Ölskizzen durch die freiere Handhabung der malerischen Mittel und die Wahl unkonventionellerer Motive auf. Aufgrund ihres Realismus und ihrer Unmittelbarkeit bilden diese Werke den Höhepunkt in Mosbruggers Schaffen.

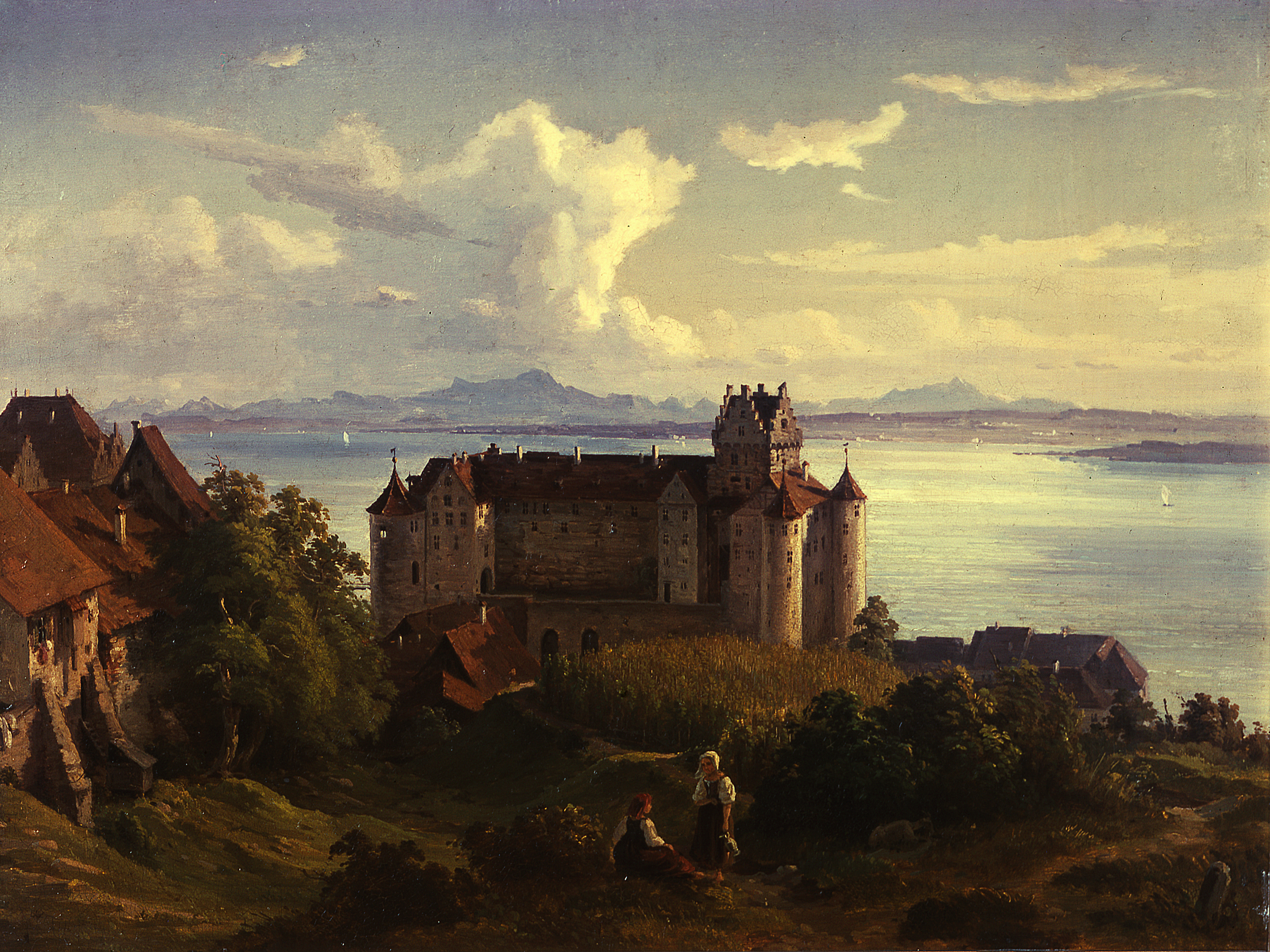
Joseph Mosbrugger: Meersburg; Öl auf Kupfer; Bildmaß: 35,3 × 46,5 cm; Städtische Wessenberg-Galerie Konstanz

## Kunstmarkt und Ausstellungen
- 1836: Kunstausstellung in Halberstadt; u. a.[12]
- 1837: Verlosung von Bildern durch den Kunstverein München; u. a.[13]
- 1837: Karlsruher Kunstausstellung mit dem Werk „Abtei in Gottlieben am Bodensee“; u. a.[14]
- 1839: Verlosung „Ansicht des Schloss Gottlieben“ und „Heimgartengebirge“ im Münchner Kunstverein; u. a.[15]
- 1839: Karlsruher Kunstausstellung. „Landschaft am Bodensee“ von Joseph Mosbrugger; u. a.[16]
- 1844: Kunstausstellung St. Gallen; u. a.[17]
- 1858: Kunsthalle in Karlsruhe mit „Ausschau von der Insel Mainau“[18]

## Werke (Auswahl)
- 1836: Inneres Paradieser Tor in Konstanz; Öl auf Leinwand; 40 × 32,8 cm; Rosgartenmuseum Konstanz.
- ca. 1841: Blick auf Konstanz von Norden; Öl auf Leinwand; 43,5 × 57,8 cm; Freiburg, Augustinermuseum.
- o. J.: Schloss Meersburg; Öl auf Kupfer; 35,3 × 46,5 cm; Konstanz, Zähringer Stiftung, Städtische Wessenberg-Galerie.
- 1847: „Hexenhäuschen“ bei Bregenz; Öl auf Holz; 32 × 35 cm; Konstanz, Zähringer-Stiftung, Städtische Wessenberg-Galerie.
- 1850: Blick auf Konstanz und Säntis; Öl auf Leinwand; 59 × 85,5 cm; Friedrichshafen, Zeppelin Museum.
- o. J.: Blick auf Hohentwiel und Untersee; Öl auf Leinwand; 69 × 98 cm; Friedrichshafen, Zeppelin Museum.
- 1851: Landschaft mit Blick auf Freiburg; Öl auf Leinwand; 58 × 85 cm; Staatliche Kunsthalle Karlsruhe. (Aus der Serie Badischer Städte für den Großherzog von Baden)
- vor 1852: Blick auf Heidelberg und das Neckartal; Öl auf Leinwand; 57,5 × 86 cm; Staatliche Kunsthalle Karlsruhe. (Aus der Serie Badischer Städte für den Großherzog von Baden)
- vor 1855: Schloss Gottlieben mit Arenenberg; erwähnt in einem Brief Mosbruggers vom 15. März 1855; Teil der Weltausstellung Paris 1855; verschollen.
- vor 1856: Landschaft mit Burg Hohenzollern; Ölstudie auf Papier; 29,2 × 41,4 cm; Staatliche Kunsthalle Karlsruhe. (Aus dem Friedrich-Luisen-Album von 1856, Blatt 43)
- 1865: Loretto-Kapelle in Konstanz; Öl auf Leinwand; 39 × 62,5 cm; Konstanz, Städtische Wessenberg-Galerie.
- o. J.: Hof des Wessenberghauses in Konstanz; Ölstudie auf Papier, auf Pappe aufgezogen; 38 × 47,4 cm; Konstanz, Rosgartenmuseum.